# مزيد من الأرواح السائرة (رواية)
مزيد من الأرواح السائرة (بالإنجليزية: Murther and Walking Spirits)‏ هي أول رواية في ثلاثية تورونتو للكاتب الكندي روبرتسون ديفيز، نشرت عام 1991، عن دار نشر ماكميلان آند ستيورات في كندا.